# Валя-Урсулуй (Арджеш)
Валя-Урсулуй (рум. Valea Ursului) — село у повіті Арджеш у Румунії. Входить до складу комуни Басков.
Село розташоване на відстані 115 км на північний захід від Бухареста, 7 км на північний захід від Пітешть, 98 км на північний схід від Крайови, 107 км на південний захід від Брашова.

## Населення
За даними перепису населення 2002 року у селі проживали 849 осіб, з них 846 осіб (99,6%) румунів. Рідною мовою 846 осіб (99,6%) назвали румунську.